# Sara Rojnik
Sara Rojnik (* 22. Juli 1992) ist eine ehemalige slowenische Squashspielerin.

## Karriere
Sara Rojnik, die in ihrer Jugend zunächst Leichtathletin war und im Altern von 20 Jahren zum Squash wechselte, spielte viele Jahre für die slowenische Nationalmannschaft und nahm mit dieser 2013, 2015 und 2019 an den Europameisterschaften teil. Im Einzel stand sie 2018 und 2019 im Hauptfeld der Europameisterschaft. Beide Male schied sie in der ersten Runde aus, 2018 gegen Ineta Mackeviča und 2019 gegen Cindy Merlo. 2014 wurde Rojnik erstmals slowenische Landesmeisterin und wiederholte diesen Erfolg nochmals 2018.

## Erfolge
- Slowenische Meisterin: 2014, 2018